# Baihe.com
Baihe.com —це китайська служба онлайн-знайомств, заснована 2005 року. Нею керує компанія Baihe Network. У грудні 2015 року Baihe поглинув найбільшого конкурента jiayuan.com, злившись у одну компанію.